# Pseudodacne admirabilis
Pseudodacne admirabilis is een keversoort uit de familie dwerghoutkevers (Cerylonidae). De wetenschappelijke naam van de soort werd in 1875 gepubliceerd door George Robert Crotch.